# Marek Kęskrawiec
Marek Kęskrawiec (ur. 28 kwietnia 1967 w Toruniu) – polski dziennikarz, z wykształcenia polonista.

## Życiorys
Absolwent filologii polskiej. Przez krótki okres związany z polityką. W 1988 wstąpił do NZS, a potem do PPS. W 1989 rzecznik prasowy Komitetu Obywatelskiego w Toruniu, przekształconego później w Toruński Ruch Samorządności Obywatelskiej. Jeszcze w tym samym roku odszedł z polityki.
Debiutował w 1989 jako autor recenzji filmowych w tygodniku „Wolne Słowo”, wydawanym przez Zarząd Regionu Toruńskiego NSZZ „Solidarność”. Jako reporter rozpoczynał pracę w dzienniku toruńskim „Nowości”. Pracował następnie w czasopiśmie „Newsweek Polska”, telewizji TVN (2004–2006) i ponownie „Newsweek Polska” (odszedł z redakcji w kwietniu 2010), następnie współpracował z „Tygodnikiem Powszechnym”. W lutym 2012 objął funkcję redaktora naczelnego „Dziennika Polskiego”. Na stanowisku tym pozostał do kwietnia 2019. Następnie był publicystą i szefem magazynu centralnego dzienników Polska Press (w "Dzienniku Polskim" w dalszym ciągu publikował felieton). Odszedł z Polska Press w czerwcu 2021, po przejęciu tego wydawcy przez PKN Orlen. W listopadzie 2021 został kierownikiem działu Kraj w "Tygodniku Powszechnym". 
Pięciokrotnie nominowany w konkursie Grand Press, dwukrotny zdobywca tej nagrody. W 2002 wyróżniono jego artykuł „Terror ekologiczny”, opisujący zjawisko tzw. ekoharaczy, czyli wymuszania pieniędzy za odstępowanie od protestów przez organizacje podszywające się pod ruch ekologiczny. W 2003 zdobył nagrodę Grand Press za artykuł „Folwark księdza Nowoka”, ujawniający kulisy działalności Komisji Majątkowej, przyznającej zawyżone rekompensaty za mienie zagrabione Kościołowi w czasach komunizmu. W 2004 otrzymał nagrodę główną w konkursie „Tylko ryba nie bierze?”, zorganizowanym przez Program Przeciw Korupcji Fundacji Batorego (cykl „Gabinety martwych dusz”, opisujący korupcję w NFZ). W tym samym roku uhonorowany również tytułem: Dziennikarz Roku Małopolski. 
W latach 2005–2014 prowadził zajęcia z dziennikarstwa śledczego i gatunków dziennikarskich w Instytucie Dziennikarstwa i Komunikacji Społecznej Uniwersytetu Jagiellońskiego. Mieszka w Krakowie.
W 2007 opublikował (wspólnie z Grzegorzem Indulskim) książkę Afganistan. Po co nam ta wojna?. W maju 2010 w Wydawnictwie W.A.B. (seria "terra incognita") ukazała się jego książka o Iranie Czwarty pożar Teheranu, wyróżniona Nagrodą im. Beaty Pawlak. W 2021 Wydawnictwo Znak opublikowało jego kolejną książkę Bashobora. Człowiek, który wskrzesza zmarłych.